# Jerboł Kałabajew
Jerboł Nurmuchambietowicz Kałabajew (ros. Ербол Нурмухамбетович Калабаев; ur. 9 sierpnia 1987) – kazachski i od 2010 roku białoruski zapaśnik walczący w stylu klasycznym. Zajął 29 miejsce na mistrzostwach świata w 2013. Ósmy w Pucharze Świata w 2012. Mistrz Białorusi w 2013 roku.